# Transseksualisme
Denne side handler om diagnosen DF640. For uoverensstemmelse mellem kønsidentitet, kønsudtryk og det ved fødslen "tildelte" køn, se transkønnethed.
Transseksualisme er i Danmark en diagnose i sundhedsvæsenets klassifikationssystem under »psykiske lidelser og adfærdsmæssige forstyrrelser«.
Den kan gives af Sexologisk Klinik ved Psykiatrisk Center København til personer, der vurderes at være transseksuelle og er en forudsætning for en række hormonelle og kirurgiske indgreb, som typisk efterspørges af transkønnede personer med en oplevelse af kønsdysfori baseret i deres udseende eller lignende.

## Kritik af diagnosen
Klassificeringen af diagnosen under »psykiske lidelser og adfærdsmæssige forstyrrelser« og anbringelsen af transkønnede under denne diagnose er omstridt og kritiseres af bl.a. LGBT Danmark, et antal professorer, læger, psykologer og sexologer, der argumenterer for, at transkønnede i stedet kan stilles somatiske diagnoser som fx Q50.0 Agenesi af æggestok eller Q55.0 Agenesi eller aplasi af testikel for at retfærdiggøre hormontilskud til henholdsvis transkønnede kvinder og transkønnede mænd. I 2013 blev det i Folketinget foreslået at fjerne transkønnede fra denne klassificering, men kun Enhedslisten og Liberal Alliance stemte for. Til sammenligning blev homoseksualitet fjernet fra sygdomslisten i 1981.

## Diagnosekoder
- DSM-IV og DSM-IV-TR: Gender Identity Disorder, diagnose nummer 302 i DSM som dækker transseksualisme.